# Lyn i den øvre atmosfære
Lyn i den øvre atmosfære er et begreb, som nogle gange bliver benyttet om flere fænomener, der opstår i den øvre atmosfære (stratosfæren og herover) i forbindelse med lynforekomster i den nedre del af atmosfæren (troposfæren), men en del af fænomenerne er ikke varmt plasma (fx lyn), men derimod koldt plasma (fx rød fe).
Lyn i den øvre atmosfære bliver også omtalt som «forbigående lyshændelser» (TLE forkortet fra engelsk transient luminous event), som er forskellige former for lysglimt, der opstår i den øvre atmosfære i forbindelse med lynnedslag. Blandt lignende fænomener finder man såkaldte røde feer, åndehaloer, blå jets, gigantiske jets og elvere.
En Rød Fe også kaldet "Red Sprite" blev første gang nogensinde fotograferet over Danmark - den 13. august 2024 kl. 23:50, af Fotografen Thomas "Tomz" Henriksen fra Nordsjælland. Selve udladning fandt sted over Vestjylland - og blev fotograferet fra baghaven i Nordsjælland ca. 230 km. fra selve tordenvejret. Komplet historie inklusive billeder, timelapse video og dokumentation findes på https://www.tomz.dk

## Historie
I 1920-årene forudså den skotske fysiker Charles Wilson at den elektriske udladning af et lynnedslag burde ske i den øvre atmosfære, højt over de store tordenskyer.
Det var først 6. juli 1989 at de første visuelle beviser for dette blev dokumenteret af forskere fra University of Minnesota. Flere år senere blev fænomenet røde feer opdaget af forskere ved University of Alaska. Udtrykket røde feer og blå jets blev populære efter at videoklip fra et forskningsfartøj som studerede de røde feer i 1994 blev udgivet.

## Røde feer
Røde feer er storskala elektriske udladninger som sker over tordenvejr. De har forskellige rækkevidde og form. De bliver skabt af udladninger fra positive sky-til-jord-lyn.
Fænomenet er opkaldt efter den onde fe Ariel i Shakespeares En skærsommernatsdrøm. De har sædvanligvis en rødorange eller blågrøn farve, med hængende «tentakler» under - og en «trækrone» over. Før de opstår kan man nogle gange se en kortvarig, rødlig halo.
De opstår ofte i klynger, og er fra 80 til 150 km over jordoverfladen. De blev første gang fotograferet 6. juli 1989 af forskerne fra University of Minnesota, og har siden blevet observeret mange gange.

## Jets

### Blå jets
Blå jets skiller sig ud fra røde feer ved at de strømmer opad fra cumulonimbusskyen, typisk i en smal kegleform, til dels i de lavere områder af ionosfæren, 40-50 km over jorden. Mens røde feer opstår direkte i forbindelse med lynnedslag, opstår de blå jets ikke nødvendigvis på samme måde. Man har derimod bemærket at der ofte er kraftige haglbyger, når blå jets opstår.
De er også mere lysstærke end de røde feer, og som navnet indikerer, er de blå. De blev første gang fanget på film 21. oktober 1989 over Australien. Blå jets opstår ikke ligeså ofte som de røde feer. I 2007 fandtes der færre end hundrede billeder af fænomenet totalt. De fleste af disse blev taget under togt udført af University of Alaska i 1994.

### Blå startere
Blå startere blev opdaget på en video taget om natten af et forskningsfly i tordenvejr,
og det ser ud til at være et opadrettet lysfænomen med nær tilknytning til blå jets.
Blå startere er kortere og mere lysstærke end blå jets, og når kun højder på omkring 20 km.

### Gigantiske jets
Den 14. september 2001 tog forskere fra Arecibo-observatoriet billeder af en gigantisk jet, som var over dobbelt så høj som tidligere observerede jets med en højde på omkring 70 km.
Jetten opstod over tordenvejr over hav, og varede mindre end et sekund.
Den 22. juli blev fem gigantiske jetter på mellem 60 og 70 kilometer observeret over det Sydkinesiske Hav fra Taiwan.
Jettene varede i mindre end et sekund, med former som forskerne sammenlignede med træer og gulerødder.

## Elvere
Elvere opstår ofte som tvetydige, flade ringe med en diameter på omkring 400 km i diameter, som typisk varer i et millisekund.
Elvere opstår i ionosfæren 100 km over jordoverfladen og over tordenvejr. Elveres farve var længe ukendt, men man mener de har en rødlig farve. Elvere blev første gang observeret fra en rumfærge - ud for Fransk Guyana 7. oktober 1990.
Navnet elver kommer af det engelske elves, som står for Emissions of Light and Very Low Frequency Perturbations from Electromagnetic Pulse Sources.
Dette henviser til processen som skaber lyset; eksiteringen af nitrogenmolekyler ved elektronkollisioner (elektronerne er formentlig blevet ladet af de elektromagnetiske pulser forårsaget af en udladning fra en underliggende tordenstorm).

## Forskning
Med Terma som teknisk ansvarlig og med DTU Space som videnskabelig ansvarlig etableres i 2018 kamera og måleudstyr på Den Internationale Rumstation i forbindelse med projektet ASIM - Atmosphere-Space Interactions Monitor til udforskning af den øvre del af atmosfæren (stratosfæren og mesosfæren op til 100 km). Projektets formål er at lokalisere og registrere sprites, jets og elvere i tilknytning til lyn og tordenvejr, samt i øvrigt observere ekstremer i vanddamp, skyer og aerosoler, samt observere deres samspil i atmosfæren med henblik på at indhente ny viden om processer, der indgår i klimaudviklingen, og som kan bidrage til at forberede klimamodeller.